# Arhopala labuana
Arhopala labuana är en fjärilsart som beskrevs av Bethune-Baker 1896. Arhopala labuana ingår i släktet Arhopala och familjen juvelvingar. Inga underarter finns listade i Catalogue of Life.

## Bildgalleri

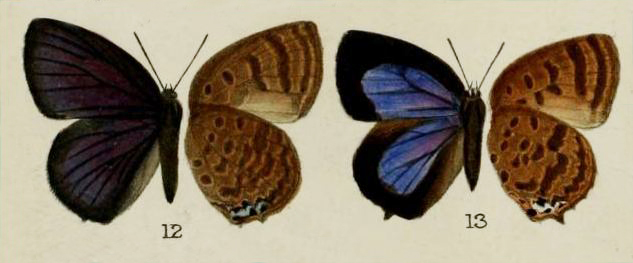